# Bruno Francisci
Bruno Francisci (* in Rom; † 31. August 1989 ebenda) war ein italienischer Automobil- und Motorradrennfahrer.
Francisci galt als sehr talentierter und robuster Rennfahrer. Sein Fahrstil war rau aber effektiv. Der Italiener bereitete sich stets akribisch auf seine Rennen vor, die er oft verhalten begann, um sich in der zweiten Rennhälfte, wenn seine Gegner erschöpft waren, stark zu steigern.

## Karriere
Bruno Francisci begann seine Motorsportlaufbahn in der Zeit des Zweiten Weltkrieges. 1940 gewann er auf einer Moto Guzzi das 250-cm³-Rennen bei der XVIII. Targa Florio motociclistica, das auf dem Circuito di Parco della Favorita im Parco della Favorita in Palermo ausgetragen wurde.
Auch nach dem Krieg startete der Italiener wieder auf einer Moto Guzzi. Beim Großen Preis der Schweiz 1947, der auf dem Circuit des Nations in Genf stattfand und in diesem Jahr gleichzeitig der Lauf um die Motorrad-Europameisterschaft war, gewann Francisci vor seinen Markenkollegen Ferdinando Balzarotti und Fergus Anderson den 250er-Lauf und krönte sich damit zum 250-cm³-Europameister 1947.
Ab 1949 startete Bruno Francisci sporadisch auch in der neu geschaffenen Motorrad-Weltmeisterschaft. Er nahm bis 1952 insgesamt vier Mal am 250-cm³-Rennen um den Großen Preis der Nationen in Monza teil. Seine beste Platzierung dabei erreichte er 1950, als er auf einer Benelli hinter Landsmann Dario Ambrosini und dem Briten Fergus Anderson Dritter wurde.
Zwischen 1951 und 1955 gewann Francisci drei Mal in verschiedenen Klassen das Langstreckenrennen Milano–Taranto, das über etwa 1300 Kilometer führte.
Später wechselte Francisci in den Automobilsport. Bis ans Ende der 1960er Jahre pilotierte er kleinere, von Berardo Taraschi konstruierte Sportwagen.
Bruno Francisci verstarb am 31. August 1989 im Policlinico-Krankenhaus in seiner Heimatstadt Rom nach langer Krankheit.

## Erfolge
- 1947 – 250-cm³-Europameister auf Moto Guzzi

## Trivia
Nach seinem Sieg bei Milano–Taranto im Jahr 1955 fuhr Bruno Francisci ins Hotel, um seinen Anzug für die Siegerehrung zu holen. Als er zurückkam, hatte der Zweitplatzierte Mario Preta die Ziellinie noch nicht einmal passiert. Preta kam später mit über einer Stunde Rückstand ein.

## Verweise